# Hiratsuka Jiro
Jiro Hiratsuka (sinh ngày 2 tháng 12 năm 1979) là một cầu thủ bóng đá người Nhật Bản.

## Sự nghiệp câu lạc bộ
Jiro Hiratsuka đã từng chơi cho Shonan Bellmare.